# Olea de Boedo
Olea de Boedo é um município da Espanha na província de Palência, comunidade autónoma de Castela e Leão, de área 8,23 km² com população de 40 habitantes (2004) e densidade populacional de 5,10 hab/km².

## Demografia
| Variação demográfica do município entre 1991 e 2004 | Variação demográfica do município entre 1991 e 2004 | Variação demográfica do município entre 1991 e 2004 | Variação demográfica do município entre 1991 e 2004 |
| --------------------------------------------------- | --------------------------------------------------- | --------------------------------------------------- | --------------------------------------------------- |
| 1991                                                | 1996                                                | 2001                                                | 2004                                                |
| 54                                                  | 49                                                  | 44                                                  | 42                                                  |